# Trigoniodendron spiritusanctense
Trigoniodendron spiritusanctense är en tvåhjärtbladig växtart som beskrevs av E.F. Guimarães och J.R. Miguel. Trigoniodendron spiritusanctense ingår i släktet Trigoniodendron och familjen Trigoniaceae. Inga underarter finns listade i Catalogue of Life.